# Photochrome

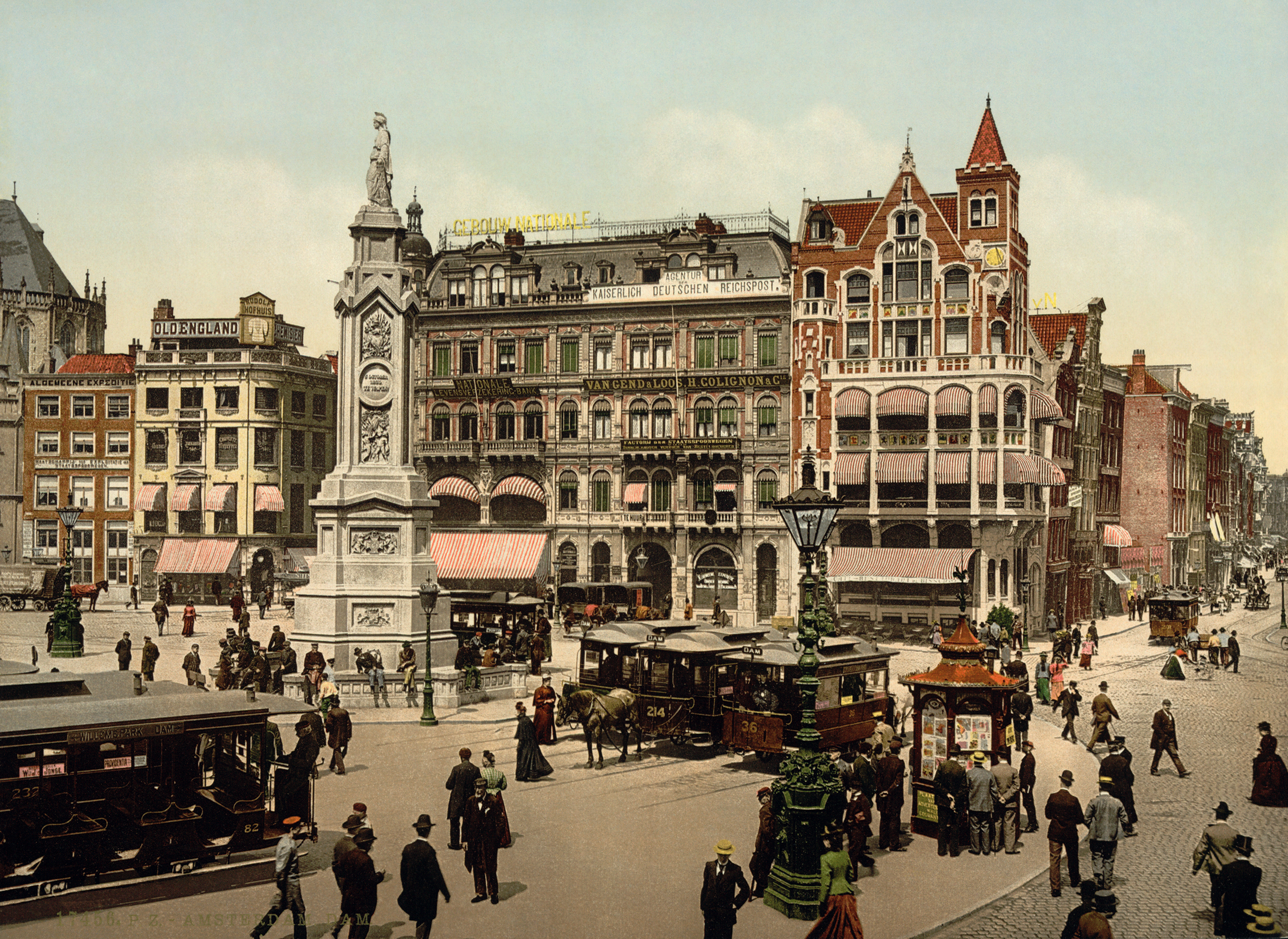
Photochrome de la place du Dam à Amsterdam, créé par le Detroit Photographic Company (1890-1900).

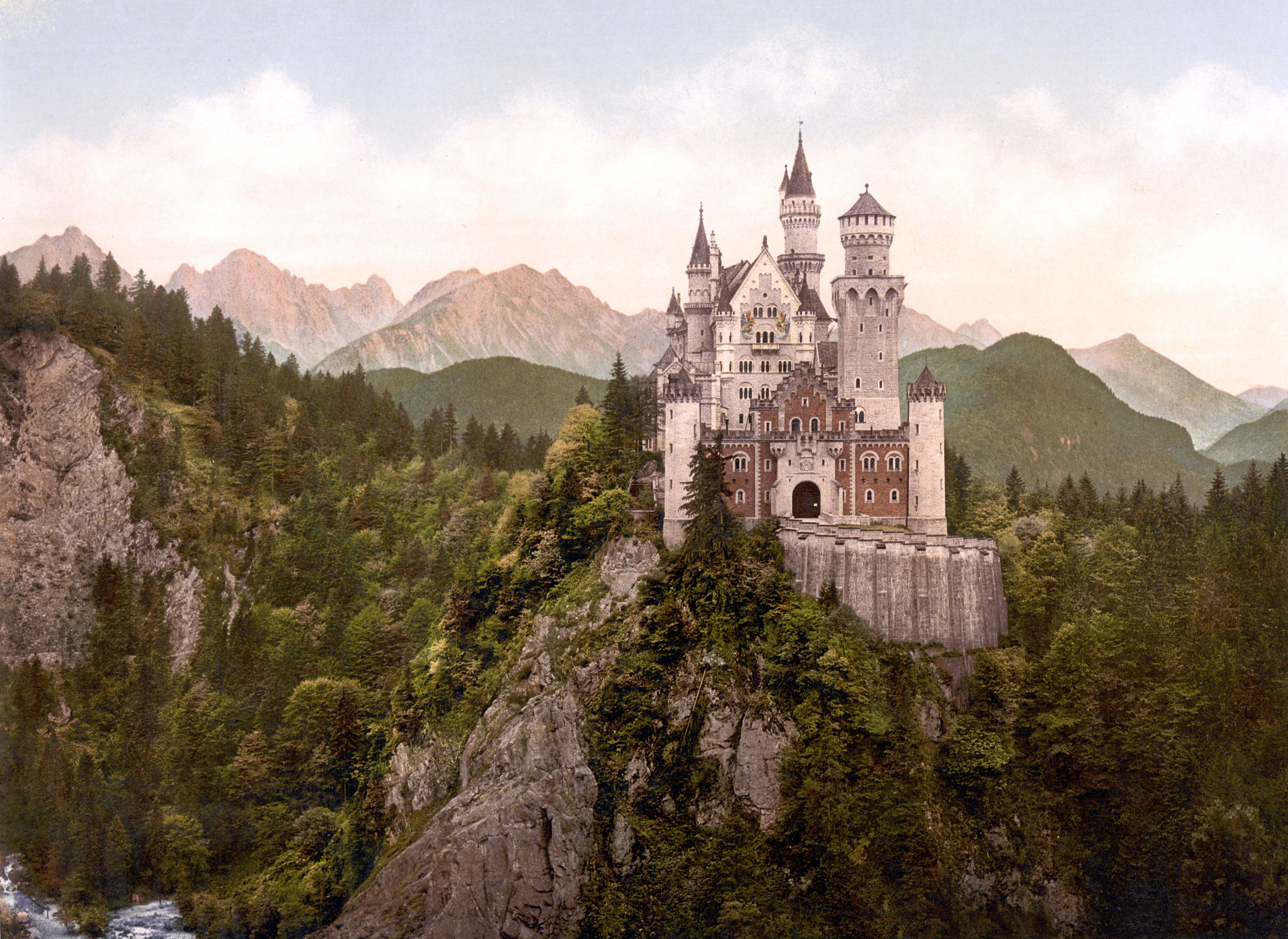
Un photochrome de la façade du château de Neuschwanstein (Bavière, Allemagne) prise quelques années après l'achèvement de sa construction (entre 1890 et 1905).

Un photochrome est une image créée à partir d’un film négatif noir et blanc et colorisée par son transfert direct sur plusieurs plaques lithographiques (une par couleur, chaque image étant ensuite retouchée manuellement en fonction de la couleur). C'est une variante de la chromolithographie.

## Histoire
Le procédé a été inventé dans les années 1880 par Hans Jacob Schmid (1856-1924), alors employé de la société suisse Orell Füssli & Cie, une entreprise d'imprimerie remontant au XVIe siècle. Son invention a été brevetée en 1888 par Orell Füssli, qui a créé une filiale sous le nom de Photochrom Zurich (devenue P.Z. Photoglob Zurich en 1895).
À la fin des années 1890, les droits d'utilisation du procédé Photochrom (également appelé « procédé Aäc ») ont été cédés à la société Detroit Photographic Company qui devient, en 1905, la Detroit Publishing Company.